# Antonio Vidal Fernández
Antonio Vidal Fernández (La Habana, 20 de febrero de 1928 - ibídem, 30 de julio de 2013) fue un artista cubano. Miembro del grupo de Los Once y miembro fundador de la Unión de Escritores y Artistas de Cuba.

## Exposiciones personales
Entre las exposiciones personales vale destacar:
- En 1993 "Antonio Vidal 40 años en la plástica", Pinturas y Dibujos de pequeño formato. Galería de Arte Galiano y Concordia, La Habana, Cuba.

## Exposiciones colectivas
- En 1953 participa de forma colectiva en Los 11. Pintores y Escultores. Lyceum, La Habana, Cuba.
- En los años 1963 y 1965 participa en la Primera y Segunda Bienal Americana de Grabado. Museo de Arte Contemporáneo, Universidad de Chile, Santiago de Chile, Chile.
- En los años 1966 y 1968 en la 5th. y 6th International Print Biennial. Museum of Modern Art, Tokio, Japón.
- En el año 2000 "Tono a tono". Exposición de Arte Abstracto. Salón de la Solidaridad, Hotel Habana Libre Tryp, La Habana, Cuba, entre otras.

## Premios
- En 1973 su obra es reconocida con el Segundo Premio en Pintura. Salón de Profesores e Instructores de Artes Plásticas, Escuela Nacional de Arte (ENA), La Habana, Cuba.
- En 1981 Mención. Primer Salón Nacional de Pequeño Formato, Salón Lalo Carrasco, Hotel Habana Libre, La Habana, Cuba.
- En 1999 Premio Nacional de Artes Plásticas. Ministerio de Cultura, Cuba.

## Obras en colección
Su principal colección se encuentra en el Museo Nacional de Bellas Artes, La Habana, Cuba.